# 김효남 (1953년)
김효남(金孝南, 1953년 4월 23일 ~ )은 대한민국의 제9·10대 전라남도의원이었다.

## 학력
- 성화신학교 국제관광경영학과 학사 졸업

## 경력
- 해남군수 산업협동조합 비상임 감사
- 해남군수 산업협동조합 조합장
- 수협중앙회 비상임이사
- 한국수산회 이사
- 전라남도 수산조정위원회 위원
- 전라남도 해남군 수산업협동조합 조합장
- (사)남북지역균형발전협의회 전남지회장
- (사)해남군 명량해전연구회 고문
- 한국해양산업발전협의회 이사
- 민주당 전남도당 해남군 지역위원회 부위원장
- 민주당 전남도당 농어민 위원장
- 민주당 전남도당 부위원장
- 전라남도 도시계획심의위원회 위원
- 2010.07 ~ 2014.06 제9대 전라남도의회 의원
- 2010.07 ~ 2012.07 제9대 전라남도의회 F1국제자동차경주대회지원특별위원회 위원장
- 2010.07 ~ 2012.07 제9대 전라남도의회 전반기 농수산위원회 위원
- 2010.11 ~ 2010.11 제9대 전라남도의회 농수산위원회 행정사무감사 위원
- 2011.11 ~ 2011.11 제9대 전라남도의회 농수산위원회 행정사무감사 위원
- 2010.07 ~ 2012.07 제9대 전라남도의회 전반기 예산결산특별위원회 위원
- 2010.07 ~ 2012.07 제9대 전라남도의회 전반기 FTA대책 특별위원회 위원
- 2012.07 ~ 2014.06 제9대 전라남도의회 후반기 윤리특별위원회 위원
- 2012.07 ~ 2014.06 제9대 전라남도의회 후반기 건설소방위원회 위원
- 2012.07 ~ 2014.06 제9대 전라남도의회 후반기 예산결산특별위원회 위원
- 2012.11 ~ 2012.11 제9대 전라남도의회 건설소방위원회 행정사무감사 위원
- 2013.11 ~ 2013.11 제9대 전라남도의회 건설소방위원회 행정사무감사 위원
- 2014.07 ~ 2017.01 제10대 전라남도의회 의원
- 2014.07 ~ 2016.07 제10대 전라남도의회 전반기 농수산위원회 위원장
- 2014.11 ~ 2014.11 제10대 전라남도의회 농수산위원회 행정사무감사 위원
- 2014.12 ~ 2014.12 제10대 전라남도의회 후반기 여성정책특별위원회 위원
- 2015.11 ~ 2015.11 제10대 전라남도의회 농수산위원회 행정사무감사 위원
- 2016.07 ~ 2017.01 제10대 전라남도의회 후반기 교육위원회 위원
- 2016.11 ~ 2016.11 제10대 전라남도의회 교육위원회 행정사무감사 위원

## 역대 선거 결과
|  | 52.59% |

|  | 61.16% |